# Zamiejscowy Ośrodek Dydaktyczny Politechniki Wrocławskiej w Bielawie
Zamiejscowy Ośrodek Dydaktyczny Politechniki Wrocławskiej w Bielawie (ZOD PWr w Bielawie) - jeden z 4 zamiejscowych ośrodków dydaktycznych Politechniki Wrocławskiej z siedzibą w Bielawie, powstał w 2006, będący najmłodszą tego typu placówką tej wrocławskiej uczelni. Powstał z inicjatywy władz politechniki, przy współpracy z miejscowymi władzami samorządowymi powiatu dzierżoniowskiego oraz gminy miejskiej Bielawa. Kształci studentów na kierunku energetyka o dwóch specjalnościach: energetyka cieplna i jądrowa oraz energetyka komunalna na studiach niestacjonarnych. Zajęcia prowadzone są przez pracowników Wydziału Mechaniczno-Energetycznego Politechniki Wrocławskiej, a absolwentom 3,5-letnich studiów inżynierskich przysługuje prawo do uzupełnienia wykształcenia na studiach magisterskich uzupełniających.

## Władze (2012-2016)
- Dziekan: prof. dr hab. inż. Maciej Chorowski
- Prodziekan ds. nauki i współpracy z zagranicą: dr hab. inż. Marek Gawliński, prof. PWr
- Prodziekan ds. studenckich: dr inż. Aleksander Sulkowski
- Prodziekan ds. dydaktyki: dr inż. Maria Mazur

## Struktura organizacyjna
Nadzór nad działalnością Zamiejscowego Ośrodka Dydaktycznego Politechniki Wrocławskiej w Bielawie sprawuje rektor tej uczelni. Bezpośrednim przełożonym dyrektora ośrodka jest prorektor ds. nauczania. Z kolei nadzór nad działalnością dotyczącą toku studiów należy do dziekana. Pracami sekretariatu toku studiów kieruje kierownik sekretariatu, nad którym czuwa zastępca ds. organizacji dydaktyki. 
Obecnie Zamiejscowy Ośrodek Dydaktyczny w Bielawie kształci studentów na jednym wydziale: 
- Wydział Inżynierii Środowiska

## Baza lokalowa
W skład bielawskiego Zamiejscowego Ośrodka Dydaktycznego Politechniki Wrocławskiej wchodzą:
- Zespół Szkół Zawodowych w Bielawie przy ul. Żeromskiego 41a, gdzie odbywać się będą zajęcia dydaktyczne
- oraz znajdujące się obok Centrum Odnawialnych Źródeł Energii, w którym zostaną zorganizowane zajęcia praktyczne.

## Adres
Zamiejscowy Ośrodek Dydaktyczny 

Politechniki Wrocławskiej w Bielawie

ul. Żeromskiego 41a 

58-260 Bielawa